# 명혜공주
명혜공주(明惠公主, 1663년 1월 12일 (음력 1662년 12월 4일) ~ 1673년 6월 11일(음력 4월 27일))는 조선의 공주로 현종과 명성왕후 김씨의 차녀이다.

## 생애
1662년(현종 3년) 12월 4일, 현종(顯宗)과 명성왕후(明聖王后)의 둘째 딸로 태어났다.
명혜공주는 신정(申晸)의 아들인 신요경(申堯卿)과의 혼인이 결정되어 신요경은 동안위(東安尉)로까지 봉해졌으나, 1673년(현종 14년) 4월 27일, 가례를 올리지 못한 상태에서 명혜공주가 갑자기 사망하였다.
당시 현종은 혼약은 했으나 가례는 올리지 못한 상태에서 신부가 죽었으니 부마가 될 예정이었던 신요경을 어떻게 대우해야 하는지 의논하게 하였는데, 신요경에 대해서는 계속해서 부마의 위치에 두면서 죽을 때까지 가정을 꾸리게 하지 못한다는 것은 인정상 못할 일이라는 현종의 판단에 따라 동안위의 작위를 회수하였다.
명혜공주가 사망한지 약 3개월밖에 지나지 않은 8월 2일에는 명혜공주의 친언니인 명선공주도 혼례가 결정된 상태에서 요절하고 말았다. 이에 현종은 두 딸을 불쌍히 여겨 두 공주에 대한 전장(田庄) 및 공장(供帳) 등을 생존한 공주들의 예와 같이 하였는데, 숙종 연간에 이것을 관장하는 내시가 이 물건들을 가로챌 뿐 아니라 백성들에게도 상당한 부담이 된다 하여 이러한 경제적 지원을 모두 중단하라는 상소가 올라왔다. 그러나 상소를 받은 숙종은 지원을 중단할 경우 부왕인 현종의 뜻을 저버릴 뿐 아니라 이미 두 공주에 대해 그 지원을 많이 줄였다는 이유로 이를 들어주지 않았다. 결국 두 공주의 지원 중단에 대한 논의는 이후 열리지 않았다.
친남매간인 숙종이 즉위한 뒤에는 명혜공주와 명선공주의 사당이 마련되었으며, 숙종은 이 사당을 짓는데 조정에서 도움을 주도록 명하기도 하였다. 이후 공주들에 대한 제사를 지낼 때에도 조정에서 꾸준히 지원을 하였다.

### 묘소
명혜공주의 묘는 태종과 원경왕후 민씨의 능인 헌릉(獻陵) 근처에 마련되었으나, 이후 성남시가 새로이 개발될 때 다른 곳으로 옮겨졌다.

## 기타
- 명혜공주의 태실비가 현재 충청남도 부여군 부여읍에 위치한 정림사지박물관에 원형 그대로 남아있다. 이 태실비의 너비는 52.9 cm, 높이는 179cm이다[10].
- 경기도 성남시 수정구에 있는 사찰 봉국사(奉國寺)는 명혜공주와 명선공주의 명복을 빌기 위해 중수된 적이 있다. 명혜공주의 묘 근처에 봉국사가 있던 까닭이다[11].

## 가족 관계
- 조부 : 효종(孝宗, 1619 ∼ 1659)
- 조모 : 인선왕후 장씨(仁宣王后 張氏, 1618 ~ 1674)
  - 아버지 : 현종(顯宗, 1641 ~ 1674)
- 외조부 : 청풍부원군 김우명(淸風府院君 金佑明, 1619 ~ 1675)
- 외조모 : 덕은부부인 송씨(德恩府夫人 恩津 宋氏, 1621 ∼ 1660)
  - 어머니 : 명성왕후 김씨(明聖王后 金氏, 1642 ~ 1683)
    - 언니 : 명선공주(明善公主, 1659 ~ 1673)
    - 오빠 : 숙종(肅宗, 1661 ~ 1720)
    - 동생 : 명안공주 온희(明安公主 溫姬, 1665 ∼ 1687)